# Käthe Roman-Försterling
Käthe Roman-Försterling, auch Käthe Roman-Foersterling (* 23. Mai 1871 als Käthe Sophie Försterling in Dresden; † unbekannt), war eine deutsche Malerin, Grafikerin und Kunstgewerblerin. Sie lehrte an der Malerinnenschule Karlsruhe und der Kunstgewerbeschule Karlsruhe.

## Leben und Werk
Sie war die Tochter des Malers Otto Försterling (1843–1904), studierte an der Malerinnenschule Karlsruhe, lernte dort den Lehrer und Landschaftsmaler Max Wilhelm Roman (1849–1910) kennen und heiratete ihn 1891 in Karlsruhe. Neben der Malerei befasste sie sich mit kunstgewerblichen Entwürfen für Buchschmuck, Stoffmuster und Schmuck. Sie erhielt 1908 als erste Frau den Auftrag der Majolikamanufaktur Karlsruhe, Keramiken zu entwerfen. Schon vorher führte Johann Glatz in Villingen Vasen, Krügen und Platte nach ihren Entwürfen aus.

„Einer neuen Künstlerin auf dem Gebiete des Buchschmuckes begegnen wir in Frau Käthe Roman-Försterling aus Karlsruhe. Sie hat Vorsatz-, Umschlag und Titelzeichnung zu einer Anthologie ‚Vom goldnen Überfluss‘ geliefert, die bei R. Voigtländer in Leipzig erschienen ist. (…) Der Titel wird auf dem Umschlag durch goldgelbe, naturalistisch behandelte Äpfelzweige auf zartblauem Englischleinen symbolisiert. Schutzumschlag und Vorsatz zeigen — ein hübscher Einfall — das gleiche Muster von Löwenzahnmotiven, gleichfalls in natürlichen Farben. Der Innentitel wird durch ein graziöses feinliniges Ornament in schwarz, wie die Typen, umrahmt. Sehr niedlich sind auch die typographischen Linienführungen, die aus winzigen Apfelreihen bestehen.“

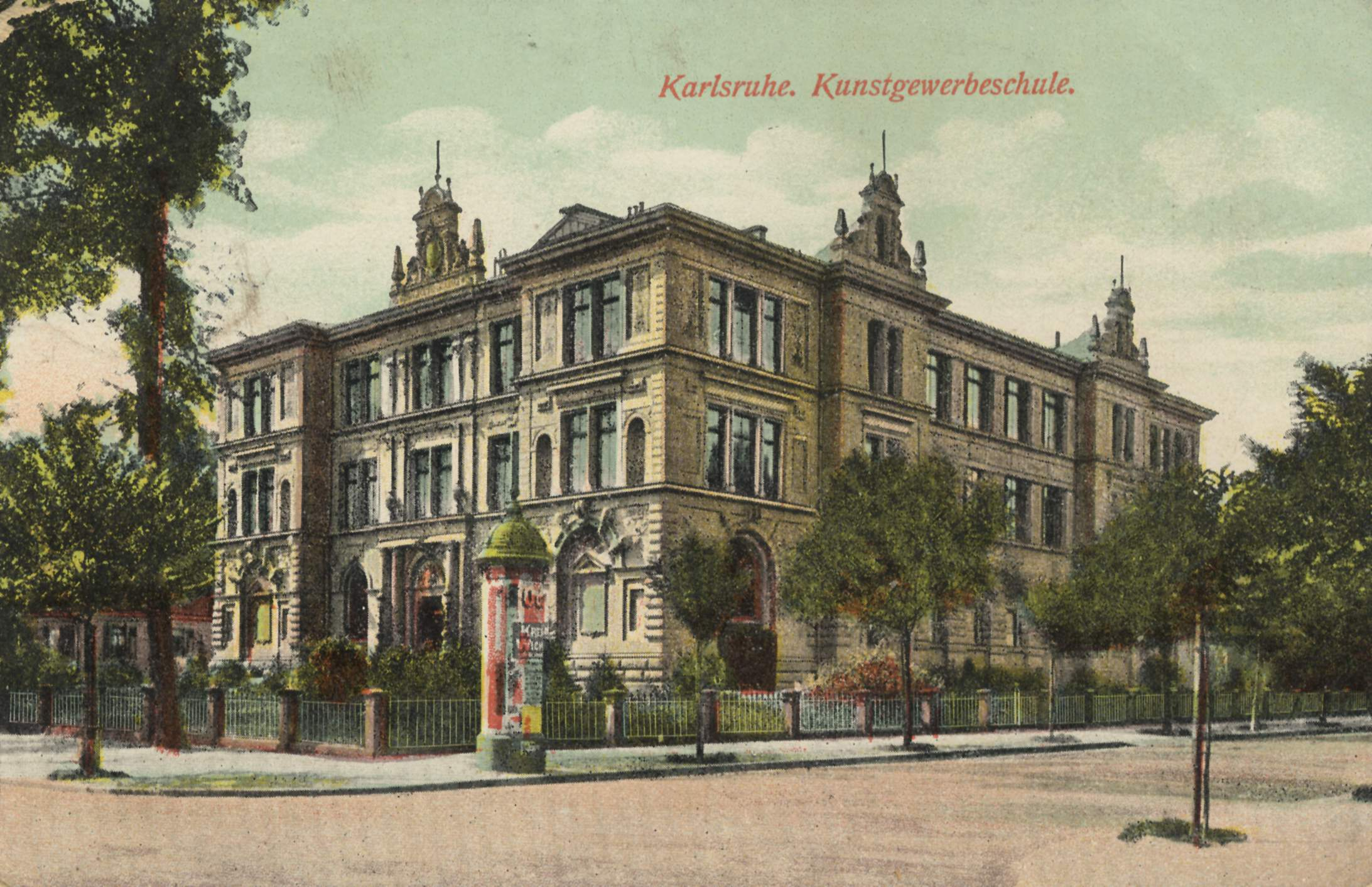
Karlsruhe, Kunstgewerbeschule

Sie war eine der zweiundzwanzig Künstler und vier Künstlerinnen, die an der Malerinnenschule Karlsruhe bis zur Auflösung 1923 unterrichteten. Zu den weiblichen Lehrkräften gehörten Resi Borgmann, die in den Jahren 1888 bis 1900 eine Blumen- und Stilllebenklasse leitete. Von 1891 bis 1894 kam Helene Stromeyer dazu, die eine weitere Blumen- und Stilllebenklasse übernahm. Nach Resi Borgmanns Weggang übernahm Margarethe Hormuth-Kallmorgen 1901/02 und danach Käthe Roman-Foersterling von 1902 (nach anderen Quellen 1901) bis 1907 ihre Klasse. In der Zeit zwischen 1903 und 1907 leitete sie zusätzlich die Damenklasse der Kunstgewerbeschule.
Im Landesarchiv Baden-Württemberg, Abt. Generallandesarchiv Karlsruhe befinden sich im Nachlass Eduard von Nicolai (1858–1914) Stempelentwürfe von Käthe Roman-Försterling, dazu vier Briefe und mehrere Postkarten an Eduard und Anna von Nicolai, Karlsruhe. Der Schriftverkehr entstand, nachdem Roman-Försterlin anlässlich der Scheidung von ihrem Ehemann von ihm und ihrer Mutter für dauernd geistig erkrankt erklärt und 1908 entmündigt wurde (Ärzte in Dresden wurden erwähnt). Sie musste mit den Kindern Maria (* 1895) und Wilhelm (* 1893) Karlsruhe verlassen und in Dresden leben. Die Entmündigung machte es unmöglich, den Beruf als Dozentin weiter auszuüben. Sie arbeitete jedoch freischaffend und beteiligte sich seit 1909 an den Kunstausstellungen in Baden-Baden.
Im Adressbuch für Dresden und Vororte 1915 ist S. Käthe Roman, Professors Witwe, in Dresden-Cossebaude in der Eichbergstraße 6 im Erdgeschoss und 1. Obergeschoss verzeichnet. Mit ihrem Sohn Wilhelm, Typograph, unternahm sie eine Schiffsreise mit der Europa, die am 6. Dezember 1930 von Bremen nach New York ablegte.

## Arbeiten (Auswahl)

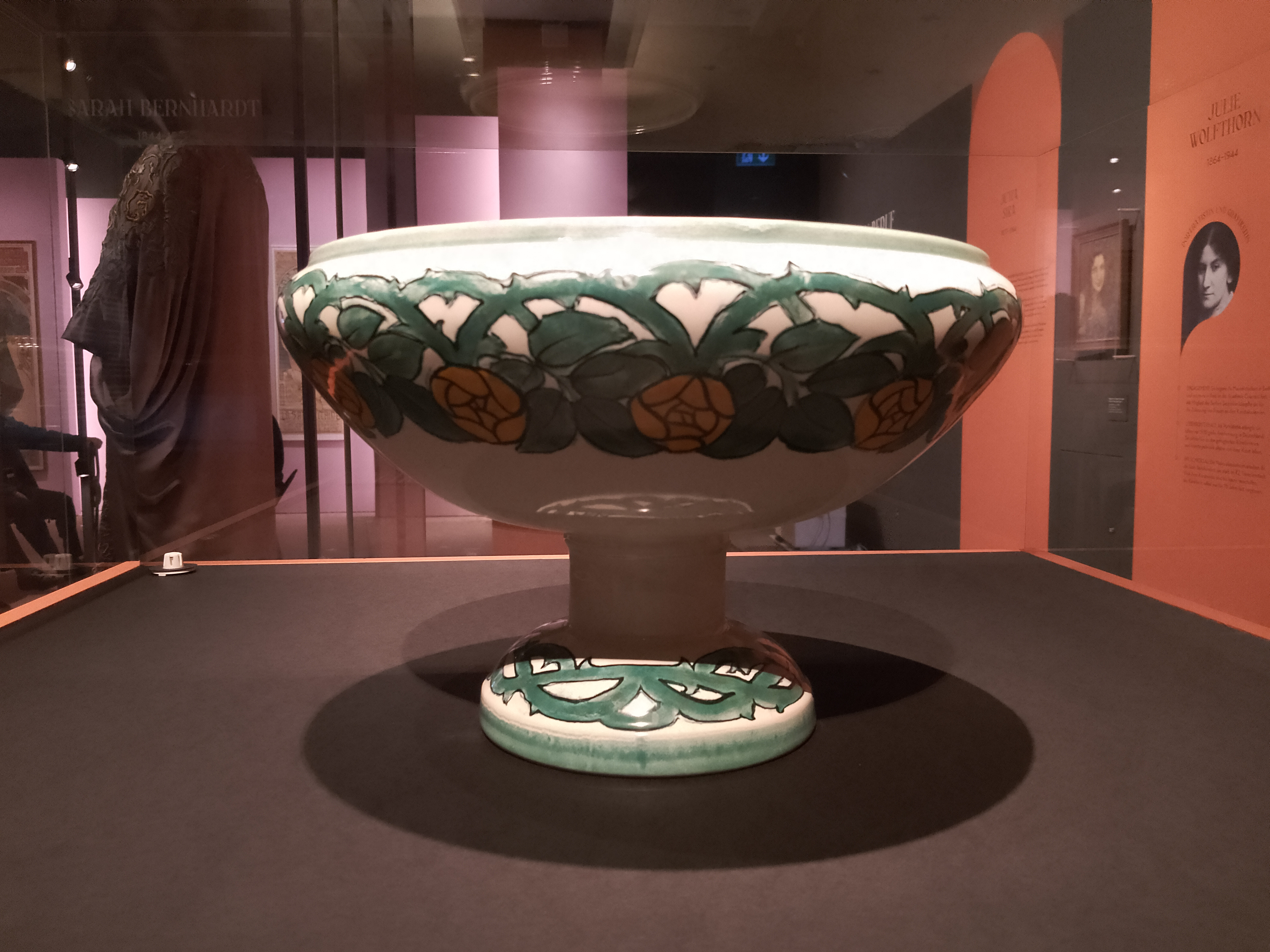
Käthe Roman-Försterling: Fußschale Rosen, Irdengut, 1908

- 1895: Nelkenstrauß in grünem Glaskrug[11]
- 1902: Veilchen[12]
- 1902: Dr. Löwenberg: Vom goldnen Überfluss mit Vorsatz-, Umschlag und Titelzeichnung von Käthe Roman-Försterling[5]
- 1902: Ende, Grafik[13]
- 1902: Umrahmung, Grafik[14]
- vor 1903: Studie in aquarellierter Federzeichnung[3]
- vor 1904: Bordüre, Grafik[15][16]
- 1904: Gustav Adolf Porger: Schatz-Kästlein moderner Erzähler, mit Prachteinband, Vorsatzpapier und Zeichnungen von Käthe Roman-Försterling[17]
- vor 1906: Über den Bergen, Steinzeichnung[18]
- vor 1906: Sanddorn, Steinzeichnung[18]
- 1908: Fußschale Rosen, Irdengut[19]

## Ausstellungen (Auswahl)
- 1902: Jubiläums-Kunst-Ausstellung, Karlsruhe[2]
- 1903: Ausstellung im Kunstgewerbemuseum Leipzig[3]
- 1904: Ausstellung Kunstverein Karlsruhe[20]
- 1905: Große Berliner Kunstausstellung[21]
- 1906: Jubiläums-Ausstellung für Kunst und Kunstgewerbe Karlsruhe,[18] Präsentation von vier Kissen, Vorsatzpapieren, Einbanddecken, Stoffmustern und Keramiken[2]
- ab 1909: Kunstausstellungen, Baden-Baden[2]

Posthum

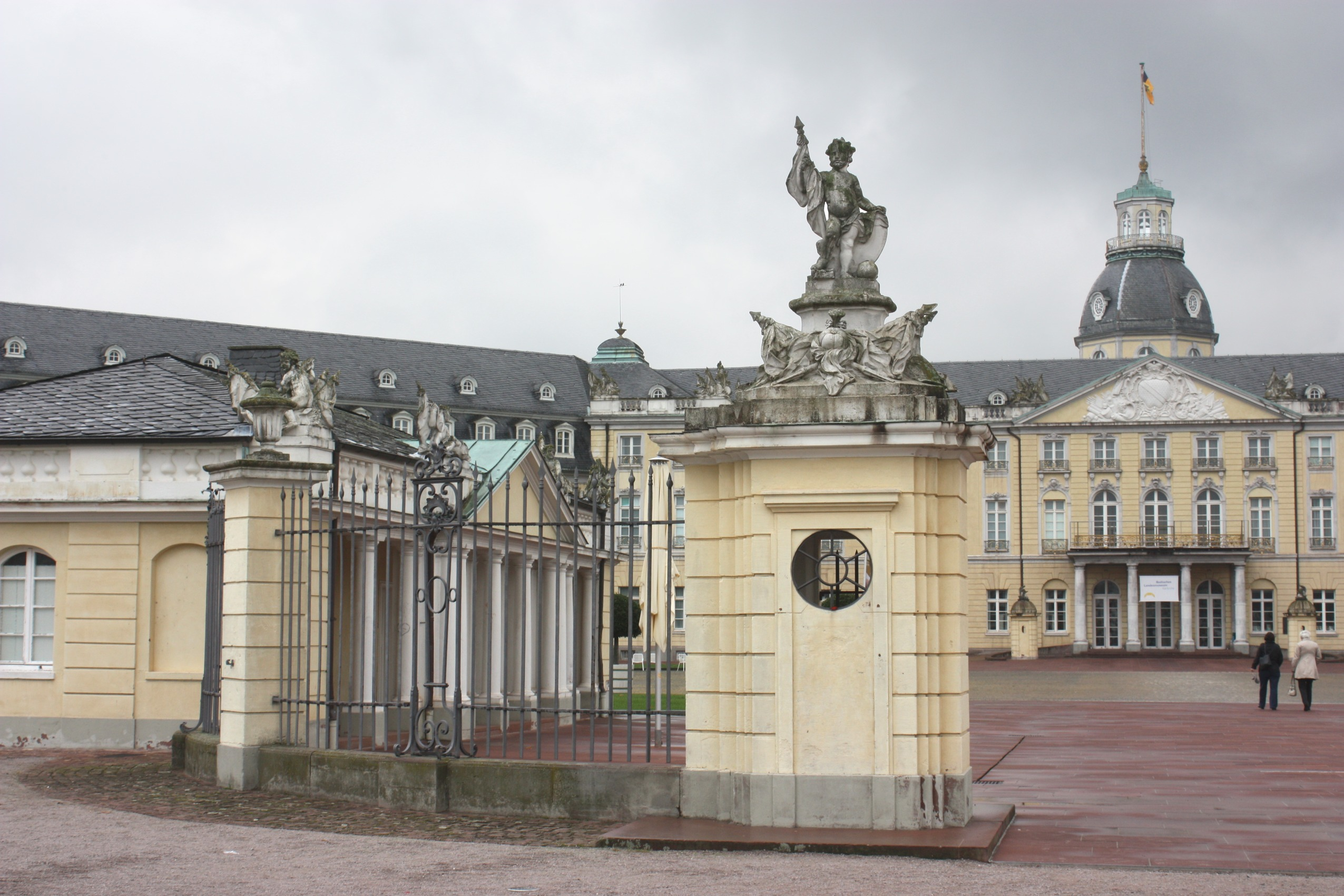
Schloss Karlsruhe, im Hintergrund der Eingang zum Badischen Landesmuseum

- 1975: Badisches Landesmuseum, Karlsruhe[2]
- 1981: Ausstellung im Badischen Kunstverein, Karlsruhe
- 1995: Städtische Galerie im Prinz-Max-Palais, Karlsruhe
- 1995: Städtische Galerie "Lovis-Kabinett", Villingen-Schwenningen
- 2020/21: Allard Pierson Museum, Amsterdam
- 2021/22: Badisches Landesmuseum, Karlsruhe
- 2023: Braunschweigisches Landesmuseum, Braunschweig

## Mitgliedschaften
- ab 16. Januar 1899: Künstlerbund Karlsruhe[22][2]